# NGC 6136
NGC 6136 é uma galáxia espiral (Sc) localizada na direcção da constelação de Draco. Possui uma declinação de +55° 58' 13" e uma ascensão recta de 16 horas, 20 minutos e 59,4 segundos.
A galáxia NGC 6136 foi descoberta em 6 de Julho de 1886 por Lewis A. Swift.